# Peter Wirnsberger
Peter Wirnsberger (n. 13 septembrie 1958, Vordernberg⁠(d), Stiria, Austria) este un schior alpin ce a reprezentat Austria, medaliat olimpic. A participat la o ediție a Jocurilor Olimpice (1980) în care a câștigat o medalie de argint.

## Participări
Lista de mai jos prezintă principalele competiții la care a participat Peter Wirnsberger de-a lungul carierei.
- alpine skiing at the 1980 Winter Olympics – men's downhill[*]